# Epimesosa taliana
Epimesosa taliana là một loài bọ cánh cứng trong họ Cerambycidae.